# Pragelato
Pragelato is een dorp in de provincie Turijn in Piëmont.
Pragelato is een van de locaties buiten Turijn waar de Olympische Winterspelen 2006 plaatsvonden. In het Pradzalá vonden de wedstrijden voor het schansspringen plaats, terwijl de langlaufwedstrijden worden afgewerkt in Pragelato Plan. De wedstrijden van de noordse combinatie vonden logischerwijs op beide locaties plaats.
Pragelato ligt ongeveer 90 km van Turijn op een hoogte van 1518 meter aan de voet van de berg Albergian.

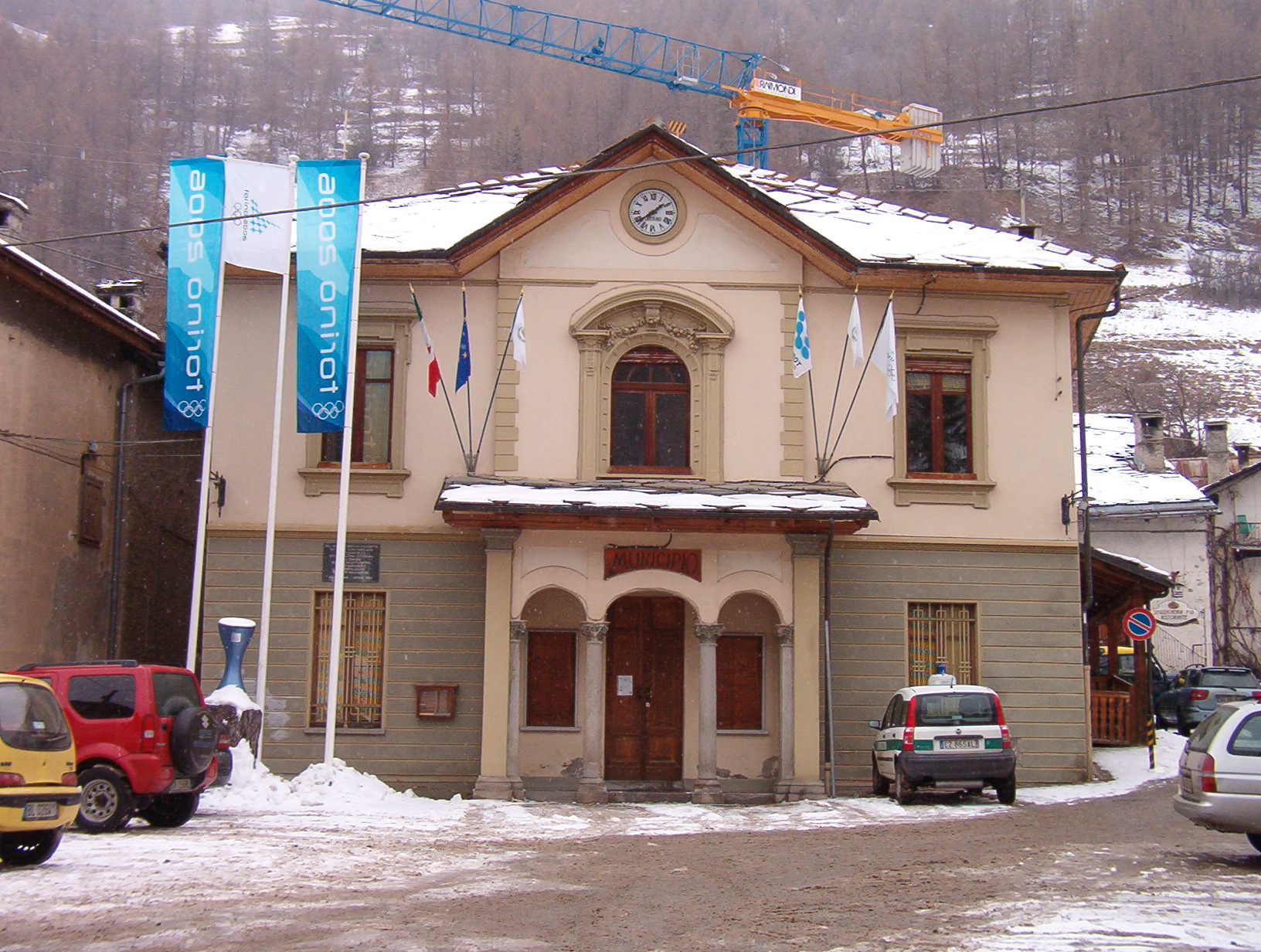
Gemeentehuis
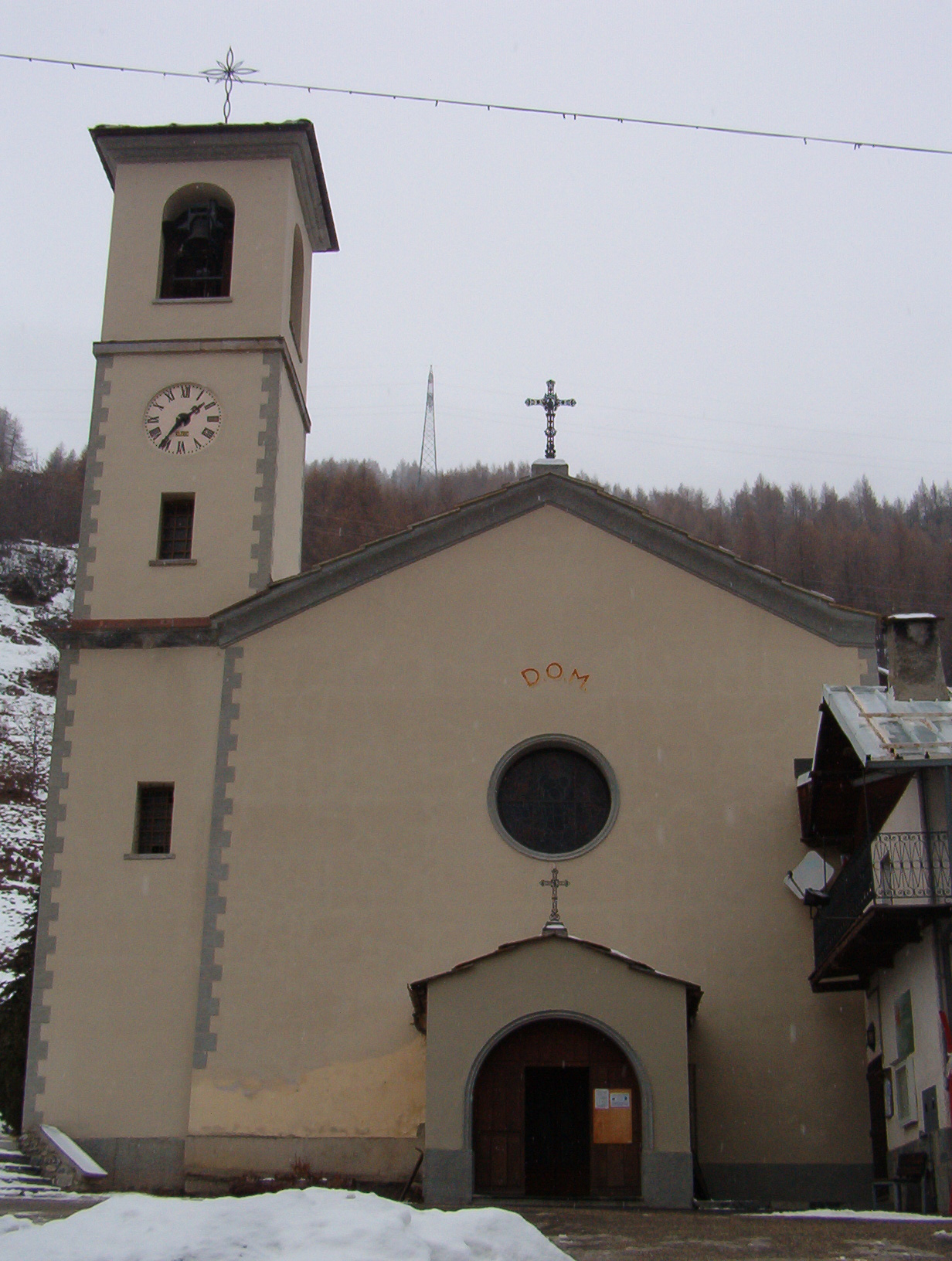
Kerk van Pragelato
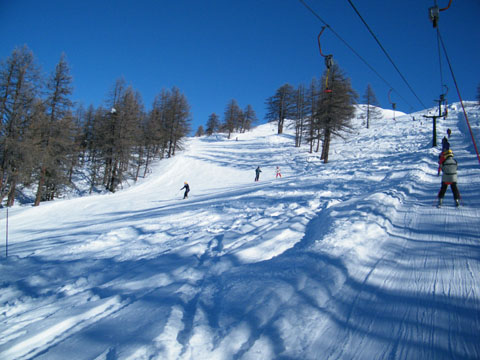
Skipiste bij Pragelato
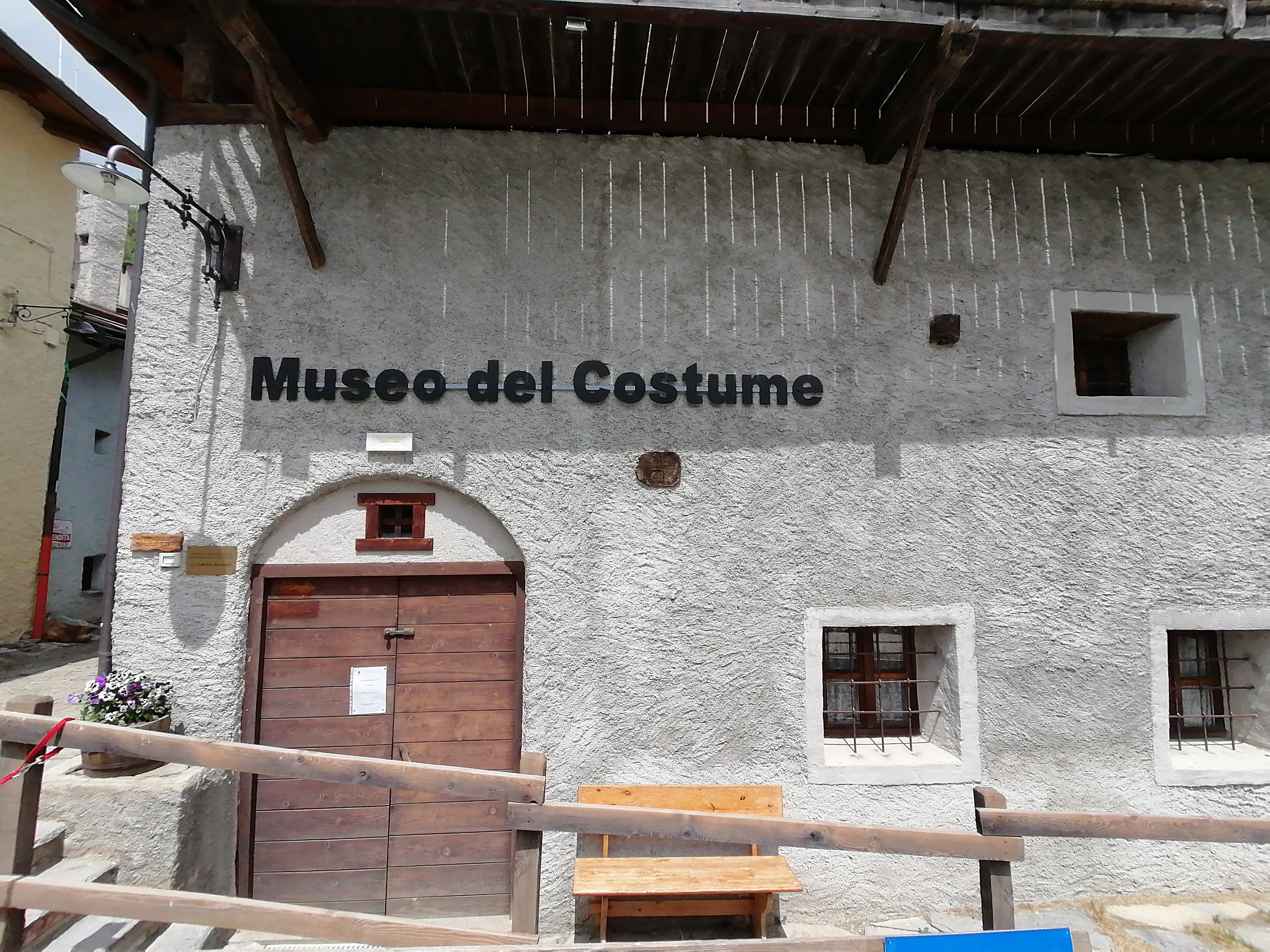
Klederdrachtmuseum